# Astragalus falcigerus
Astragalus falcigerus är en ärtväxtart som beskrevs av Mikhail Grigoríevič Popov. Astragalus falcigerus ingår i släktet vedlar, och familjen ärtväxter. Inga underarter finns listade i Catalogue of Life.